# Humanistisch Verbond (1975)
Het Humanistisch Verbond (HV) is een Belgische vrijzinnig-humanistische vereniging. De vereniging werd in 1975 opgericht door het Humanistisch Verbond en de Oudervereniging voor de Moraal en was achtereenvolgens gekend als Humanistisch Vrijzinnig Vormingswerk (1975-2005), Humanistisch-Vrijzinnige Vereniging (2005-2018) en Humanistisch Verbond (vanaf 2018).

## Geschiedenis
In 1975 richtten het Humanistisch Verbond (HV) en de Oudervereniging voor de Moraal (OVM) tezamen het Humanistisch Vrijzinnig Vormingswerk op. Het ‘Decreet voor het sociaal-cultureel werk voor volwassenen’ van 4 juli 1975 bepaalde dat organisaties in de sociaal-culturele sector zich voortaan moesten richten op vormingswerk voor volwassenen. Om erkenning en subsidies te kunnen genieten moest een dergelijke landelijke organisatie twee personeelsleden in dienst hebben en 80 afdelingen verdeeld over de verschillende provincies. Verder moesten de afdelingen minstens zes sociaal-culturele vormende activiteiten per jaar organiseren. Daarnaast moesten minstens drie bestuursvergaderingen worden georganiseerd. Als laatste moest er viermaal per jaar een tijdschrift worden uitgegeven. Door een derde organisatie op te richten die als hoofdtaak het organiseren van vormingen voor volwassenen had, konden HV en OVM zich voortaan op hun respectieve kerntaken richten. HV focuste op de niet-confessionele humanistische levensbeschouwing; OVM op de kwaliteit van de cursus niet-confessionele zedenleer.
In 1995 traden drie decreten voor sociaal cultureel werk in voege. De educatieve functie van het sociaal-cultureel werk werd verduidelijkt ten opzichte van andere educatieve organisaties. De activiteiten die georganiseerd werden door sociaal-culturele organisaties dienden niet in schoolverband gedaan te worden. Verder kon er ook een personeelstoelage aangevraagd worden. Een van de decreten van 1995, die van 19 april was het ‘Decreet houdende een subsidieregeling voor diensten voor sociaal-cultureel werk voor volwassenen’. De definitie van een ‘dienst voor sociaal-cultureel werk voor volwassenen’ was volgens dit decreet een dienst die ondersteuning en begeleiding bood aan erkende organisaties van sociaal-cultureel werk door documentatie, advies, educatieve programma’s en materialen ter beschikking te stellen. Naast de al bestaande educatieve functie kwamen er drie functies bij voor het verenigingsleven: een ontmoetings-, een culturele en een sociale functie.
In 2005 veranderde de vereniging van naam: vanaf dan ging ze door het leven als Humanistisch-Vrijzinnige Vereniging. Dit was een samenwerkingsverband tussen het Humanistisch Verbond, de Oudervereniging voor de Moraal, de Grijze Geuzen (GG) en het vroegere Humanistisch Vrijzinnig Vormingswerk (HVV). Sinds 2018 wordt de naam Humanistisch Verbond gebruikt.

## Uitgangspunten
Het Humanistisch Verbond afficheert zich met uitspraken als:
- Vrij denken én doen (vgl. vrijzinnigheid)
- Ni Dieu, ni maître (vgl. atheïsme, egalitarisme)
- Think global, act local (vgl. globalisering)

De Humanistisch Verbond (HV) is een sociaal-culturele organisatie die mensen aanspoort om zelf een mening te vormen op basis van juiste informatie. Het is tevens de ledenbeweging van de georganiseerde vrijzinnigheid en groepeert de vrijzinnige humanisten in Vlaanderen die kiezen voor een georganiseerde samenwerking. Dit wordt gedaan door debatten en vormingen te organiseren of door culturele activiteiten te programmeren. Het Humanistisch Verbond werkt op drie belangrijke inhoudelijke assen: zingeving, informatie en onderwijs.

### Zingeving
Humanisten aanbidden geen god, maar helpen zinzoekers wel om hun leven zinvol vorm te geven. In de eerste plaats door vrij onderzoekend in het leven te staan, alles aan een kritische blik te onderwerpen en gezagsargumenten te verwerpen. In de tweede plaats door de existentiële onzekerheid te aanvaarden en deze niet te zien als een probleem dat moet opgevuld worden met een god, een verslaving, etc. In de derde plaats geloven humanisten in menselijkheid en in de gelijkwaardigheid van alle mensen. Het Humanistisch Verbond heeft een atheïstische wereldbeschouwing, maar wil deze niet langs de politieke weg opleggen.

### Informatie
Door de toevloed aan communicatiemiddelen wordt men overstelpt met informatie. Maar die informatie wordt vaak gemanipuleerd om economische, politieke of godsdienstige belangen te dienen. Daarom analyseren ze de media als vierde macht en leren ze om informatie kritisch te verwerken. Zo brengen ze "Vrij onderzoek" in de praktijk aan de hand van actuele thema’s.

### Opvoeding
Actief pluralisme is een uitstekend alternatief voor onverschilligheid en een gebrek aan kennis van de ander. Daarom steunen ze het pluralistisch onderwijs en zijn ze voorstander van interreligieus-interlevensbeschouwelijk onderwijs in een Vlaanderen waar jongeren „steeds meer angst hebben voor vreemdelingen”. Ze denken ook aan het hoger onderwijs, dat steeds meer in functie komt te staan van economische belangen en steeds minder in functie van maatschappelijke belangen. Maar opvoeding is ruimer dan onderwijs. Hun ouderwerking reikt vaardigheden aan door in te spelen op praktische opvoedingssituaties en de wisselwerking tussen generaties. Het Humanistisch Verbond pleit voor een eengemaakt officieel onderwijsnet.

## Structuur

### Voorzitters
| Tijdspanne   | Voorzitter       |
| ------------ | ---------------- |
| 2007 - 2010  | Rik Pinxten      |
| 2010 - 2012  | Marieke Höfte    |
| 2012 - heden | Mario Van Essche |

Gert De Nutte is algemeen coördinator en woordvoerder van de organisatie.

### Organisatie
De organisatie heeft een netwerk van circa 160 afdelingen over heel Vlaanderen en Brussel en telt meer dan 10.000 leden. Ze is aangesloten bij deMens.nu, de Europese Humanistische Federatie (EHF) en de International Humanist and Ethical Union (IHEU).

## Archief
Het archief van HVV wordt bewaard bij het Centrum voor Academische en Vrijzinnige Archieven.